# Проскомидија
Проскомидија (грч. προσκομιδή - приношење) представља први део Свете Литургије.
Проскомидија потиче од обичаја древних хришћана да приносе хлеб, вино и све што је потребно за служење Литургије. Сам хлеб, који се употребљава у њој, назива се просфора, што значи: приношење. Хлеб (просфора) мора бити квасни (нарастао), чист, пшенични. Сам Исус Христос за савршавање свете тајне причешћа узео је квасни хлеб.
Просфора је округла и састоји се из два дела који симболишу две природе Исуса Христа - Божанску и човечанску. На доњој страни просфоре налази се печат са приказаним крстом а у његовим угловима - почетна слова имена Христа Спаситеља: ИС. ХР и грчке речи: НИ-КА; што значи: Исус Христос побеђује. Вино за причешће је од грожђа, црвено, јер црвена боја представља боју крви. Вино се меша са водом као сећање на то, што су из прободеног ребра Исуса Христа на крсту истекли Крв и вода. 
За проскомидију се употребљава пет просфора у сећање на то како је Христос чудесно наситио више од пет хиљада људи са пет хлебова, и тај догађај је и дао Исусу Христу повод да учи народ о духовном насићењу и о нетрулежној, духовној храни, која се и подаје у тајни светог причешћа (Јован 6, 22-58). За само причешћивање се увек употребљава једна просфора (Агнец), по речи апостола Павла: „Један хлеб, и ми многи смо једно тело; пошто се сви од једног хлеба причешћујемо“ (1 Кор. 10, 17), а по својој величини, просфора треба да одговара броју причасника.

## Поредак проскомидије
Припремивши се за служење Литургије, свештеник и ђакон читају пред затвореним царским вратима, такозване „исходне“ молитве и облаче се у олтару у свештене одежде. Пошавши затим, ка жртвенику, свештеник, благословивши почетак проскомидије, узима прву  просфору и копљем је дели на три изображена крста, говорећи: „У спомен Господа и Бога и Спаситеља нашег Исуса Христа.“ Из те просфоре свештеник копљем изрезује средину, у облику коцке, произносећи речи пророка Исаије: „Као овца на заклање би вођен, и као Јагње нем пред онима који га стрижу тако не отвори уста своја. У смирености Његовој суд се Његов узе, а порекло Његово ко ће исказати? (Ис. 53, 7-8). Тај коцкасти део просфоре назива се Агњец (Јован 1, 29) и полаже се на дискос.
Затим, свештеник крстообразно зарезује са доње стране Агњец уз произношење речи: „Приноси се на жртву Јагње Божије које узима на себе грехе света,“ и пробада десну страну Агњеца копљем, изговарајући речи јевенђелисте: „Један од војника прободе му ребра копљем и одмах изиђе крв и вода, и онај што виде посведочи и истинито је сведочанство његово“ (Јован. 19, 34); слично тим речима он у чашу (путир) улива вино, помешано са водом. 
Из друге просфоре, назване „Богородичином,“ свештеник узима једну честицу у част Богородице и полаже је са десне стране Агнеца на дискосу. Из треће просфоре,  узима се девет честица у част светих: Јована Крститеља, пророка, апостола, светитеља, мученика, преподобних, бесребреника, Боготаца Јоакима и Ане и светитеља чија се Литургија служи (светог Василија Великог или светог Јована Златоустог). Те честице се полажу са леве стране Агњеца на дискосу, по три честице у једном реду. Из четврте просфоре узима се честица за живе и полаже се испод Агнеца на дискосу; из пете - за умрле и полаже се испод честице извађене за живе. На крају, ваде се честице из просфоре, које ће се подати верујућима; истовремено се чита одговарајуће "помињање" за здравље и спасење живих и за упокојење преминулих слугу Божијих; честице из тих просфора полажу се заједно са честицама, извађеним из четврте и пете просфоре.
На крају проскомидије свештеник благосиља кадило са тамјаном и окадивши звездицу, ставља је изнад Агњеца и честица, да би их сачувао у постављеном поретку, покрива дискос и путир са два невелика покрова и од горе још са једним нешто већим, који се назива „воздухом,“ кади пред Даровима и моли Господа да благослови принесене Дарове, помињући принесене дарове, за кога су принесени, као и да њега самог учини достојним за свештенодејство божанствених Тајни.
Употребљени свештени предмети за време проскомидије и савршени чинови имају символичко значење: дискос представља и витлејемску пећину и Голготу, звездица витлејемску звезду и Крст, покрови - пелене порођајне, пелене и плаштаницу, што су се налазиле у гробу Исуса Христа, путир - ту чашу, у којој је свештенодејствовао Исус Христос, припремање Агњеца - суд, страдања и смрт Исуса Христа, а његово пробадање копљем - пробадање, које је учинио један од војника на његовом телу. Сједињење свих честица у одређеном поретку на дискосу означава сву цркву Божију, чији су чланови: Божија Мајка, ангели, сви свети угодници Божији, сви верујући хришћани - живи и умрли, а Глава њена - Сам Господ наш Спаситељ. Кађење представља осењивање Светог духа, чија благодат се јавља у тајни причешћа.